# 扶桑町
扶桑町（日语：／ Fusō chō */?）為位於日本愛知縣西北部的行政區劃。
以全長近兩公尺而聞名的守口大根的主要產地及位於扶桑町，因此利用守口大根醃漬而成的守口漬也成為本地主要的特產。

## 人口
| 扶桑町人口分布圖 |                                               |  |
| 扶桑町與日本全國年齡別人口分布比較圖 （2005年資料） | 扶桑町的年齡、男女別人口分布圖 （2005年資料） |  |
| ■紫色是扶桑町 ■綠色是全国 | ■藍色是男性 ■紅色是女性                       |  |
| 扶桑町人口變化 \| 1970年 \| 21,317人 \| \| \| 1975年 \| 25,296人 \| \| \| 1980年 \| 27,254人 \| \| \| 1985年 \| 27,822人 \| \| \| 1990年 \| 29,210人 \| \| \| 1995年 \| 30,254人 \| \| \| 2000年 \| 31,728人 \| \| \| 2005年 \| 32,535人 \| \| \| 2010年 \| 33,558人 \| \| \| 2015年 \| 33,806人 \| \| \| 2020年 \| 34,133人 \| \| |                                               |  |
| 資料來源：日本總務省統計中心提供之人口普查數據 |                                               |  |
| 1970年 | 21,317人                                      |  |
| 1975年 | 25,296人                                      |  |
| 1980年 | 27,254人                                      |  |
| 1985年 | 27,822人                                      |  |
| 1990年 | 29,210人                                      |  |
| 1995年 | 30,254人                                      |  |
| 2000年 | 31,728人                                      |  |
| 2005年 | 32,535人                                      |  |
| 2010年 | 33,558人                                      |  |
| 2015年 | 33,806人                                      |  |
| 2020年 | 34,133人                                      |  |

## 歷史
現在的扶桑町轄區過去在令制國時代屬於尾張國丹羽郡，17世紀進入江戶時代後，大部分區域都成為尾張藩的領地，少部分區域屬於尾張藩御附家老成瀨氏犬山藩的領地。
19世紀末明治維新實施廢藩置縣後，原屬各藩的區域分別改隸屬名古屋縣和犬山縣，在1872年的第一次府縣整併後全部區域隸屬新整併的名古屋縣，而名古屋縣在四個月後更名為愛知縣。
1889年日本實施町村制，現在的扶桑町轄區在當時分屬高雄村、山名村、豐國村、柏森村四個行政區劃。1906年靜岡縣進行町村整併，山名村、豐國村、柏森村和高雄村的舊高雄地區被整併為扶桑村；「扶桑」之名據說是當時的丹羽郡郡長認為此區域內由於過去盛行養蠶，有許多桑園，因而以「扶桑」做為新行政區劃之名。
1952年扶桑村升格為扶桑町。

### 變遷表
| 1889年10月1日              | 1889年 - 1944年            | 1945年 - 1954年           | 1955年 - 1989年           | 1989年 - 現在             | 現在                      |
| -------------------------- | -------------------------- | ------------------------- | ------------------------- | ------------------------- | ------------------------- |
| 柏森村                     | 1906年10月1日 合併為扶桑村 | 1952年8月1日 改制為扶桑町 | 1952年8月1日 改制為扶桑町 | 1952年8月1日 改制為扶桑町 | 1952年8月1日 改制為扶桑町 |
| 山名村                     | 1906年10月1日 合併為扶桑村 | 1952年8月1日 改制為扶桑町 | 1952年8月1日 改制為扶桑町 | 1952年8月1日 改制為扶桑町 | 1952年8月1日 改制為扶桑町 |
| 豐國村                     | 1906年10月1日 合併為扶桑村 | 1952年8月1日 改制為扶桑町 | 1952年8月1日 改制為扶桑町 | 1952年8月1日 改制為扶桑町 | 1952年8月1日 改制為扶桑町 |
| 高雄村                     | 1906年10月1日 合併為扶桑村 | 1952年8月1日 改制為扶桑町 | 1952年8月1日 改制為扶桑町 | 1952年8月1日 改制為扶桑町 | 1952年8月1日 改制為扶桑町 |
| 1906年10月1日 合併為犬山町 | 1954年4月1日 合併為犬山市  | 1954年4月1日 合併為犬山市 | 1954年4月1日 合併為犬山市 | 1954年4月1日 合併為犬山市 |                           |

## 交通
名古屋鐵道犬山線以東北-西南方向自轄內通過，在扶桑町內共設有三個車站，在市中心設有扶桑車站，自扶桑車站可在約半小時抵達名古屋車站，也有列車可直達中部國際機場。

### 鐵路
- 名古屋鐵道
  - 犬山線：（←江南市） - 柏森車站 - 扶桑車站 - 木津用水車站 - （犬山市→）

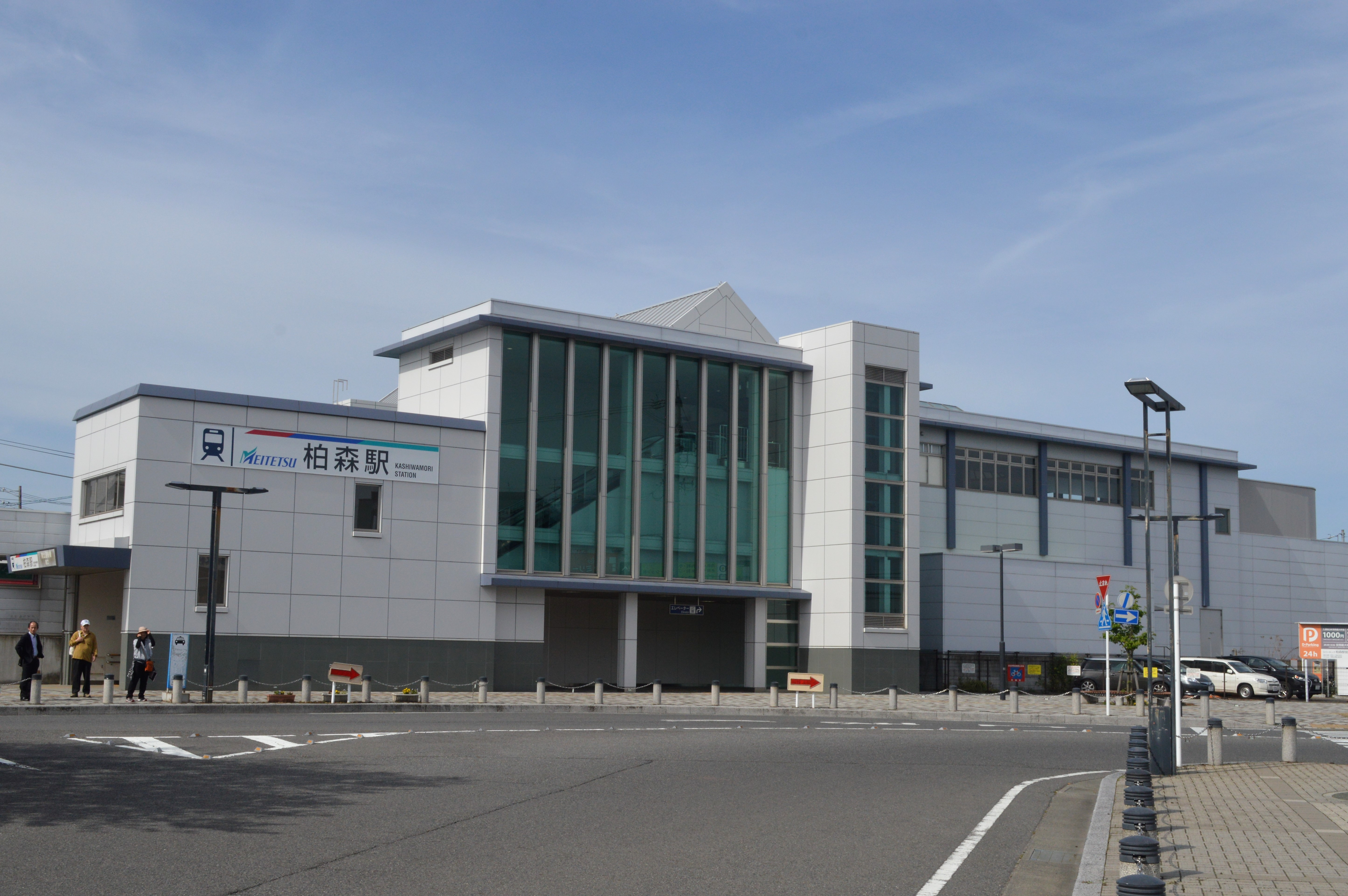
柏森車站
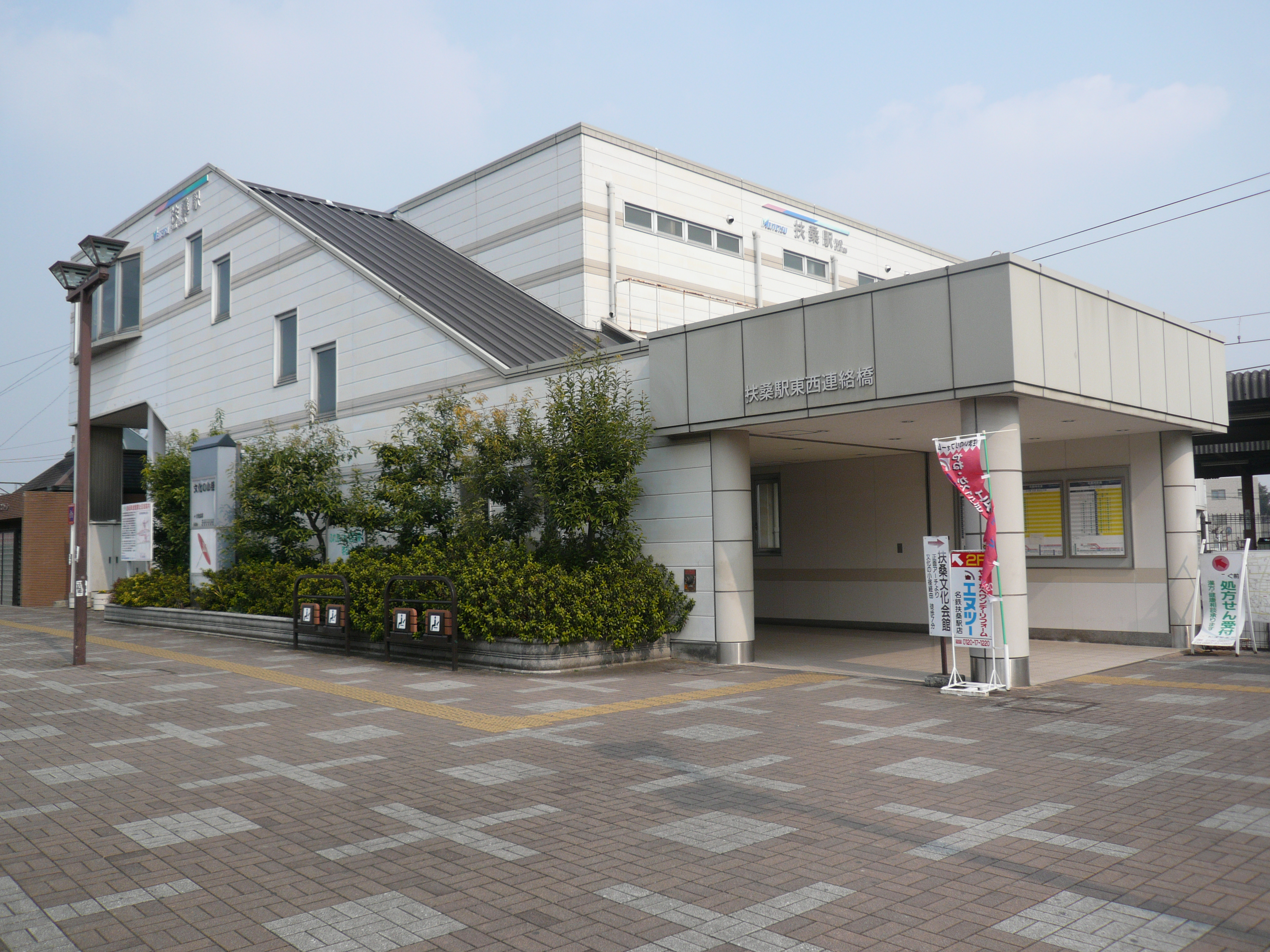
扶桑車站
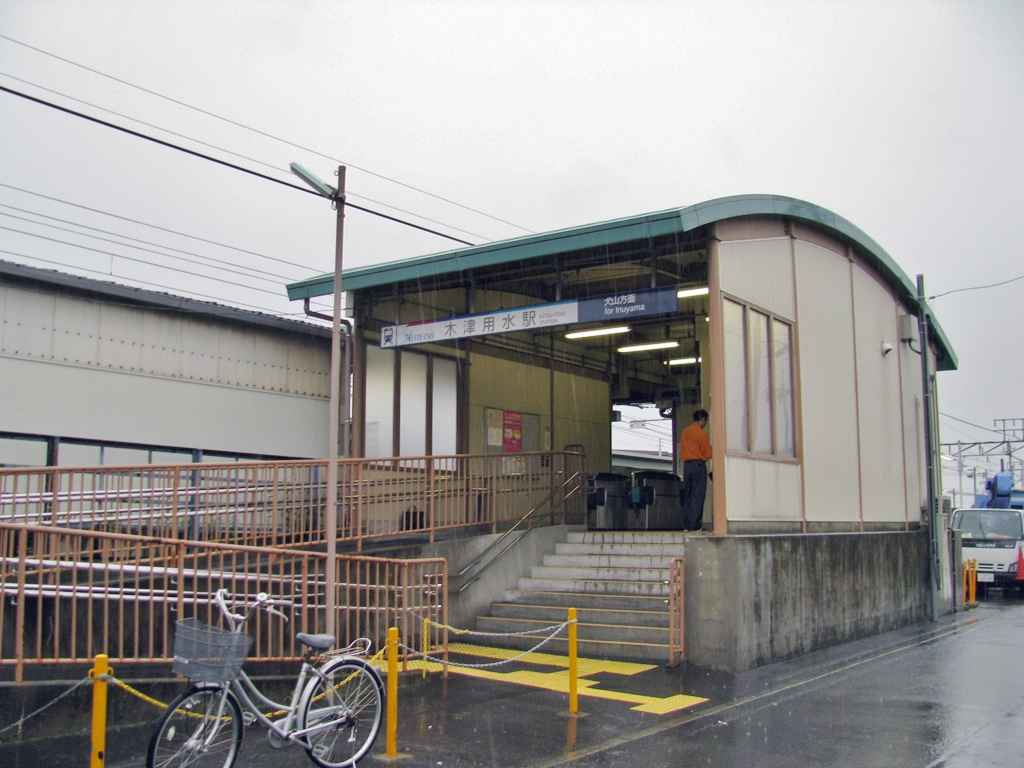
木津用水車站

## 外部連結
- （日語） 扶桑町的X（前Twitter）
- （日語） YouTube上的扶桑町頻道